# Denis Simon
Denis Simon (30 octobre 1648, Beauvais - 1er mars 1731, Beauvais) est un jurisconsulte et historien français du XVIIe siècle et XVIIIe siècle. 

## Biographie
Né dans une famille de conseillers au parlement de Paris, baillis et procureurs à Beauvais, Denis Simon est le fils de Nicolas Simon, échevin de Beauvais, et de Clémence Hébert. Il épouse Françoise Mesnard, fille de l'échevin Nicolas Mesnard et de Jeanne Molain.
Après avoir suivi ses humanités au collège de Beauvais, il débute comme avocat au Parlement en 1669, puis il devient conseiller du roi, doyen et président au bailliage et siège présidial de Beauvais, premier assesseur en la maréchaussée.
Après la mort de Jean-Marie Ricard, il en devient le principal éditeur et commentateur.
Il est maire de Beauvais de 1712 à 1713.
Une rue de Beauvais est baptisée en son hommage.

## Publications

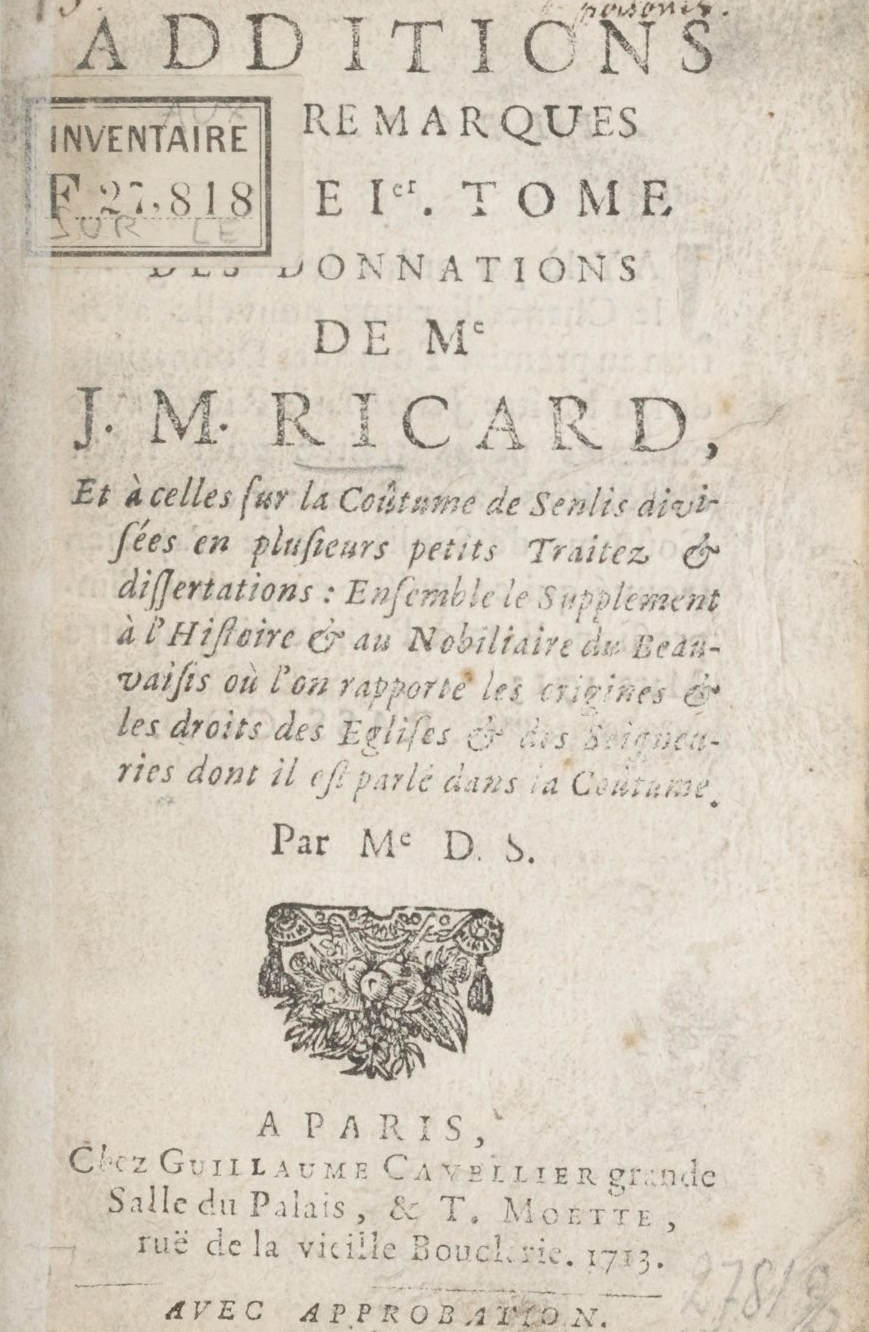
"Additions aux remarques sur le Ier. tome des donnations de Me J. M. Ricard et à celles sur la coûtume de Senlis divisées en plusieurs petits traitez & dissertations"

- Maximes du Droit Canonique de France (1678)
- Traité du droit de patronage, de la présentation aux bénéfices (1686)
- Nouvelle Bibliothèque historique et chronologique des principaux auteurs et interprètes du droit civil, canonique et particulier de plusieurs États et provinces: depuis Irnerius, avec les caracteres de leurs esprits, et des jugemens sur leurs ouvrages ... (Paris, 1692 et 1695, 2 vol in-12)
- Traite des droits honorifiques des Seigneurs dans les eglises. Derniere ed. Augmentee d'un traite du droit de patronage (etc.) (1697)
- Supplément aux mémoires de l'histoire civile et ecclésiastique du Beauvaisis (avec Antoine Loysel et Pierre Louvet, 1704)
- Maximes du droit canonique de France, par feu M. Dubois, célèbre avocat au parlement, enrichies de plusieurs observations tirées des conciles et des principaux points de critique, de l'histoire ecclésiastique et des libertés de l'Église gallicane (1705)
- Supplément à l'Histoire de Beauvais (1706, in-12)
- Histoire des travaux scientifiques sur le droit civil (Berlin, 1818)

### Sources
- L. Vuilhorgne, Une maire de Beauvais historien: Denis Simon; sa famille, sa vie, ses œuvres (1482-1731), 1904
- Louis-Gabriel Michaud, Biographie universelle, ancienne et moderne ou histoire, par ordre alphabétique, de la vie publique et privée de tous les hommes qui se sont fait remarquer par leurs écrits, leurs actions, leurs talents, leurs vertus ou leurs crimes, Volume 42, 1825